# Flagge Baschkortostans

Angenommen am 25. Februar 1992, Proportion 1:2, seit 2003 Proportion 2:3

Die Flagge Baschkortostans wurde 1992 entworfen, anlässlich der Gründung dieses Föderationssubjekts Russlands. Sie besteht aus einer waagerecht angeordneten Trikolore in den Farben blau-weiß-grün. In der Mitte des weißen Streifens befindet sich der goldfarbene Blütenstand der Kurai-Pflanze (Pleurospermum uralense) als Zeichen der Freundschaft der Völker Baschkortostans. Die sieben Blüten stehen für die einstigen baschkirischen Stämme, die das Fundament für die Einheit und Festigung der heutigen Baschkiren bilden.
Die Farben bedeuten im Einzelnen:
- Blau = Gemeinschaft der Turkotataren, zu denen sich auch die Baschkiren zählen. Ferner symbolisiert diese Farbe die Integrität und die Tugenden der Landesbevölkerung.
- Weiß = Diese Farbe führt sich von der weißen Flagge der Goldenen Horde ab, zu der auch Baschkortostan gehörte. Ferner steht sie für Friedfertigkeit, Offenheit und Kompromissbereitschaft der Bevölkerung.
- Grün = Die Farbe des Islam, dem die Baschkiren angehören. Ferner symbolisiert diese Farbe die Freiheit und das ewige Leben.
- Gold = Diese Farbe spielt auf die enormen Bodenschätze des Landes und den Wohlstand seiner Bewohner an.